# Dark Shadows (soap opera)
Dark Shadows fu una soap opera statunitense che andò in onda nei giorni feriali sul network televisivo ABC, dal 27 giugno 1966 al 2 aprile 1971. Lo show venne creato da Dan Curtis. La prima bozza della trama, che venne scritta da Art Wallace, non presentava nessun elemento soprannaturale. Quando vennero introdotti dei fantasmi nella storia, quasi dopo sei mesi dall'inizio della produzione, non vi erano precedenti nella storia della televisione in onda in orari diurni.
La serie divenne molto popolare quando, dopo un anno dal suo inizio, apparve il vampiro Barnabas Collins, interpretato da Jonathan Frid. Dark Shadows coinvolgeva anche lupi mannari, zombie, mostri artificiali, streghe, stregoni, viaggi nel tempo e universi paralleli. Una piccola compagnia di attori interpretava più ruoli contemporaneamente e per il fatto che molti attori venivano ingaggiati e altri se ne andavano in tempi rapidi, alcuni personaggi vennero interpretati da più di un attore. I maggiori sceneggiatori oltre ad Art Wallace furono Malcolm Marmorstein, Sam Hall, Gordon Russell e Violet Welles.
Dark Shadows si distinse per le sue performance intensamente melodrammatiche, per le atmosfere d'interni, per gli intrecci memorabili, i numerosi colpi di scena, per una colonna sonora insolitamente avventurosa e per un ampio ed epico cosmo di personaggi e di avventure eroiche. Oggi viene considerato come un classico camp e continua ad alimentare un intenso seguito, al limite del cult.
Sebbene la serie originale sia durata solo cinque anni, la sua programmazione quotidiana come soap opera diurna permise di accumulare più episodi singoli (1225) della maggior parte della altre serie sci-fi e fantasy prodotte per la televisione anglofona, incluse Doctor Who e l'intero franchise di Star Trek. Soltanto la soap opera sul paranormale Passions, con un totale di 2231 episodi, ne ha totalizzati di più.
I registi Tim Burton e Quentin Tarantino e la cantante Madonna si sono pubblicamente dichiarati fan della serie. Da bambino, l'attore Johnny Depp fu così ossessionato dal personaggio di Barnabas Collins da voler diventare come lui. Questo desiderio si è realizzato con il film omonimo della serie, uscito nel 2012, in cui Depp interpreta proprio il vampiro.
Nel 2004 e nel 2007 Dark Shadows è stata posta rispettivamente al diciannovesimo e al ventitreesimo posto dalla rivista TV Guide nella classifica dei Migliori Show di Culto di Sempre.

## Storia
Il creatore della serie Dan Curtis ebbe un sogno nel 1965 in cui una giovane donna misteriosa se ne stava in un treno. Il giorno seguente Curtis raccontò a sua moglie del sogno e adattò l'idea per uno show televisivo per l'emittente ABC. I funzionari della rete televisiva diedero l'ok per la produzione e Curtis iniziò ad ingaggiare i membri della troupe.
Art Wallace venne ingaggiato per creare una storia dalla sequenza onirica di Curtis. Wallace scrisse il canovaccio Shadows on the Wall (Ombre sul muro), titolo proposto per lo show, poi cambiato in Dark Shadows.
Robert Costello fu aggiunto come produttore, e Curtis assunse il ruolo di creatore e produttore esecutivo. Lela Swift, John Sedgewick e Henry Kaplan accettarono tutti di dirigere la nuova serie, mentre Robert Cobert compose la colonna sonora e Sy Thomashoff realizzò il set.
Curtis poi iniziò a cercare l'attrice che avrebbe dovuto interpretare la ragazza del treno. Alexandra Moltke, una giovane attrice con poca esperienza, venne scoperta e ingaggiata per il ruolo di Victoria Winters, un'orfana che va a finire nella misteriosa cittadina di Collinsport, nel Maine, per svelare i misteri sul proprio passato.
La star del cinema Joan Bennett fu ingaggiata per interpretare Elizabeth Collins Stoddard, il datore di lavoro di Victoria, una donna che non ha lasciato casa da oltre diciotto anni. L'attore teatrale Louis Edmonds venne ingaggiato per il ruolo di Roger Collins, fratello di Elizabeth. Un'altra attrice teatrale, Nancy Barrett, fu poi scritturata per interpretare la figlia ribelle di Elizabeth, Carolyn Stoddard, e l'attore bambino David Henesy fu scelto per la parte del figlio problematico di Roger, David Collins.
Dark Shadows ebbe un inizio difficile. I critici si affrettarono ad etichettare come piuttosto noioso lo show per il largo impiego dell'attrice sconosciuta Alexandra Moltke e per il lento svilupparsi delle vicende. I primi episodi consistevano infatti nell'introduzione dei problematici personaggi e non mostravano ancora nessuno degli elementi soprannaturali che poi resero celebre la serie.
Andando avanti con la produzione, l'aggiunta di molti nuovi personaggi misteriosi e l'impiego di vari attori e attrici sconosciuti divenne predominante. Gran parte degli attori finì per interpretare più personaggi contemporaneamente e capitava spesso che gli stessi protagonisti resuscitavano dalla morte più volte, in un uso senza precedenti di tempi paralleli e flashback.

## Il set
Entrambi i film La casa dei vampiri (1970) e Night of Dark Shadows (1971) furono girati in particolare nella tenuta Lyndhurst nel Tarrytown (New York).
Per la serie televisiva, la cittadina di Essex nel Connecticut fu la location per la città di Collinsport. Tra le ambientazioni lì poste ci sono il pontile Collinsport, la via principale e il cottage Evans. Il pub The Griswold Inn ad Essex fu usato per la locanda di Collinsport e l'ufficio postale della città venne usato come centrale di polizia.
La villa alternativa di Collinwood usata per la serie tv è la Carey Mansion a Newport, usata fino all'agosto 2009 come sede della Salve Regina University. Gli esterni della Vecchia Casa (l'originale villa Collinwood) furono filmati presso la Spratt Mansion, che era nella tenuta Lyndhurst; questa villa venne distrutta da un incendio nel 1969.
La Lockwood-Mathews Mansion nel South Norwalk, nel Connecticut, fu usata anche per alcune scene di La casa dei vampiri.
Alcune scene esterne per la soap opera furono filmate nel famoso Sleepy Hollow Cemetery, non molto lontano dalla Lyndhurst Mansion.

## Film e spin-off
- La casa dei vampiri (House of Dark Shadows), film del 1970
- La casa delle ombre maledette (Night of Dark Shadows), film del 1971
- Dark Shadows: Behind the Scenes, speciale per l'home video del 1991
- L'ombra della notte (Dark Shadows), serie televisiva del 1991
- Dark Shadows on Location, speciale per l'home video del 1999
- Dark Shadows, film per la televisione del 2004
- Dark Shadows, film diretto da Tim Burton del 2012